# Schelmberg (Gemeinde Guttaring)
Schelmberg ist eine Ortschaft in der Gemeinde Guttaring im Bezirk Sankt Veit an der Glan in Kärnten (Österreich). Die Ortschaft hat 19 Einwohner (Stand 1. Jänner 2025).

## Lage

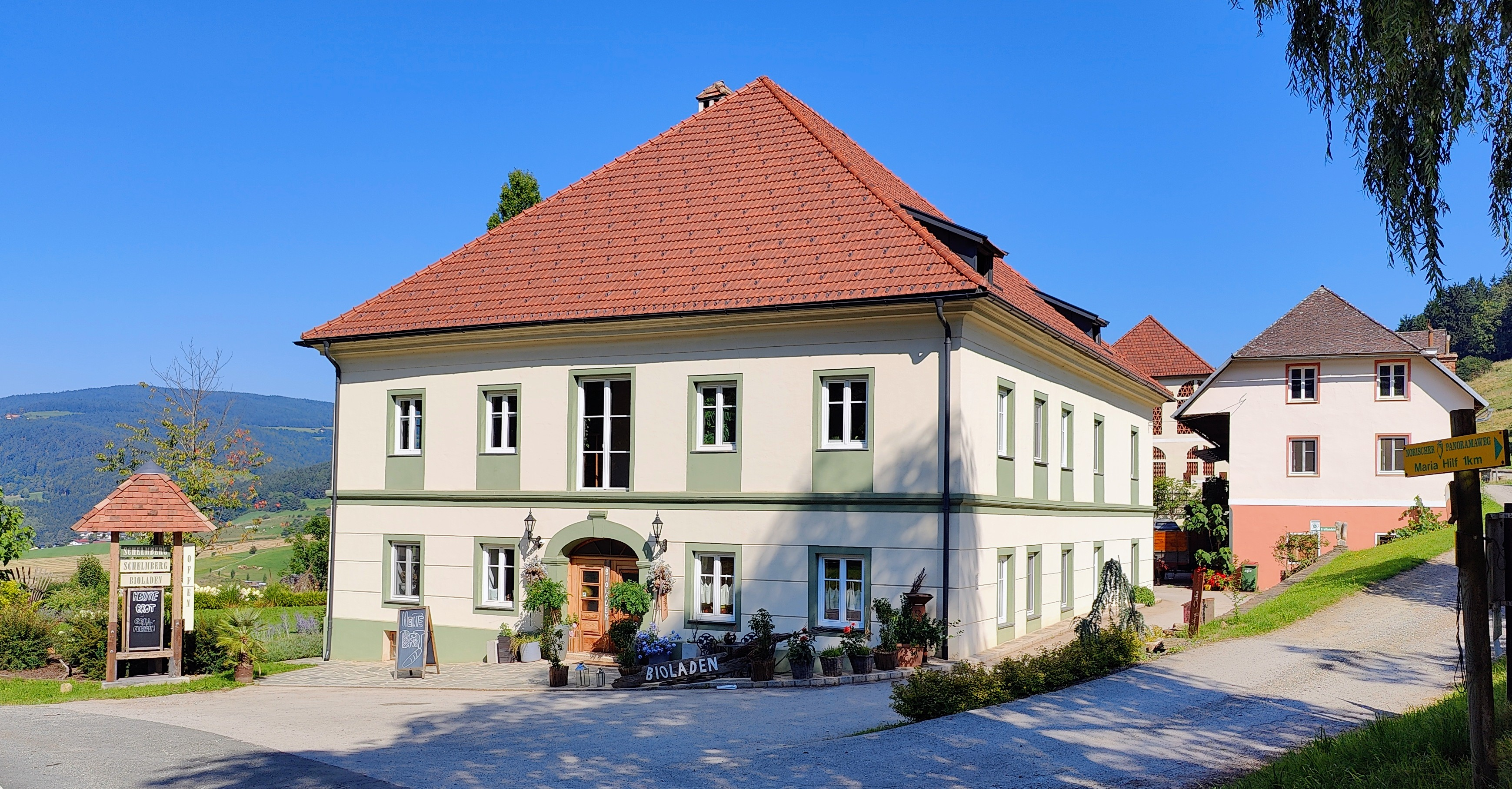
Schelmberger

Die wenigen zur Ortschaft gehörenden Häuser liegen über eine Strecke von gut 2 km verstreut an oder unweit der L82 Silberegger Straße östlich des Gemeindehauptorts Guttaring, auf dem Gebiet der Katastralgemeinden Deinsberg und Waitschach. In der Ortschaft werden von West nach Ost die Hofnamen Wissoggerkeusche (Haus Nr. 6), Mandl (Nr. 1 und 2; hier befand sich laut dem Franziszeischen Kataster das Haus des Abdeckers), Schelmberger (Nr. 3) und Barein (Marein, Nr. 4) verwendet.

## Geschichte
Hier verlief es schon in der Römerzeit eine Straße, die vom Zollfeld über das Krappfeld und Schelmberg zu den Eisenerzlagerstätten ins obere Görtschitztal führte. 1891 wurden nahe beim heutigen Haus Schelmberg Nr. 4 Reste eines römerzeitlichen Gebäudes sowie eines Altars gefunden.
Der Name Schelmberg soll sich davon ableiten, dass man hier Straftäter aus dem Bereich des Burgfrieds Wieting an das Landgericht Althofen übergab.
Der östliche Teil des Orts, der auf dem Gebiet der Katastralgemeinde Waitschach liegt, kam bei Gründung der Ortsgemeinden 1850 an die Gemeinde Waitschach; der westliche Teil des Orts, auf dem Gebiet der Katastralgemeinde Deinsberg liegend, an die Gemeinde Guttaring. Seit Auflösung der Gemeinde Waitschach 1865 gehört der gesamte Ort Schelmberg zur Gemeinde Guttaring.

## Bevölkerungsentwicklung
Für die Ortschaft zählte man folgende Einwohnerzahlen:
- 1869: 3 Häuser, 48 Einwohner[4]
- 1880: 4 Häuser, 53 Einwohner[5]
- 1890: 4 Häuser, 58 Einwohner[6]
- 1900: 5 Häuser, 53 Einwohner[7]
- 1910: 6 Häuser, 64 Einwohner[8]
- 1923: 6 Häuser, 37 Einwohner[9]
- 1934: 37 Einwohner[10]
- 1961: 7 Häuser, 37 Einwohner[11]
- 2001: 7 Gebäude (davon 5 mit Hauptwohnsitz) mit 6 Wohnungen; 14 Einwohner und 2 Nebenwohnsitzfälle; 5 Haushalte; 2 Arbeitsstätten, 3 land- und forstwirtschaftliche Betriebe[12]
- 2011: 6 Gebäude, 29 Einwohner, 9 Haushalte, 3 Arbeitsstätten[13]
- 2021: 6 Gebäude, 19 Einwohner, 9 Haushalte, 6 Arbeitsstätten[14]